# Hugier
Hugier é uma comuna francesa na região administrativa de Borgonha-Franco-Condado, no departamento de Alto Sona. Estende-se por uma área de 7,08 km². Em 2010 a comuna tinha 131 habitantes (densidade: 18,5 hab./km²).